# 杜藏
杜藏（法語：Douzens）是法国奥德省的一个市镇，属于卡尔卡松区（Carcassonne）卡庞迪县（Capendu）。该市镇2009年时的人口为733人。

## 人口
杜藏人口变化图示
| 数据来源：INSEE |